# Polystira vibex
Polystira vibex é uma espécie de gastrópode do gênero Polystira, pertencente a família Turridae.